# Simbolo internazionale di accesso

Simbolo internazionale di accesso

Il simbolo internazionale di accesso (ISA, International Symbol of Access) o simbolo internazionale di accessibilità è un simbolo che indica la disabilità. Ideato nel 1968 da Susanne Koefed e successivamente modificato da Karl Montan, consiste in una sedia a rotelle bianca posta su un fondo azzurro. Dal 1984 fa parte dello standard ISO 7001 e il suo copyright è detenuto dalla Rehabilitation International.
Dalla versione 4.1.0 di Unicode al simbolo internazionale di accesso è associato il carattere ♿ WHEELCHAIR SYMBOL (U+267F). L'emoji "wheelchair" rappresenta lo stesso simbolo.

Simbolo internazionale di accesso alla comunicazione per le persone sorde

Sulla base dell'ISA, è stato creato il simbolo internazionale di accesso alla comunicazione per le persone sorde che indica la sordità.

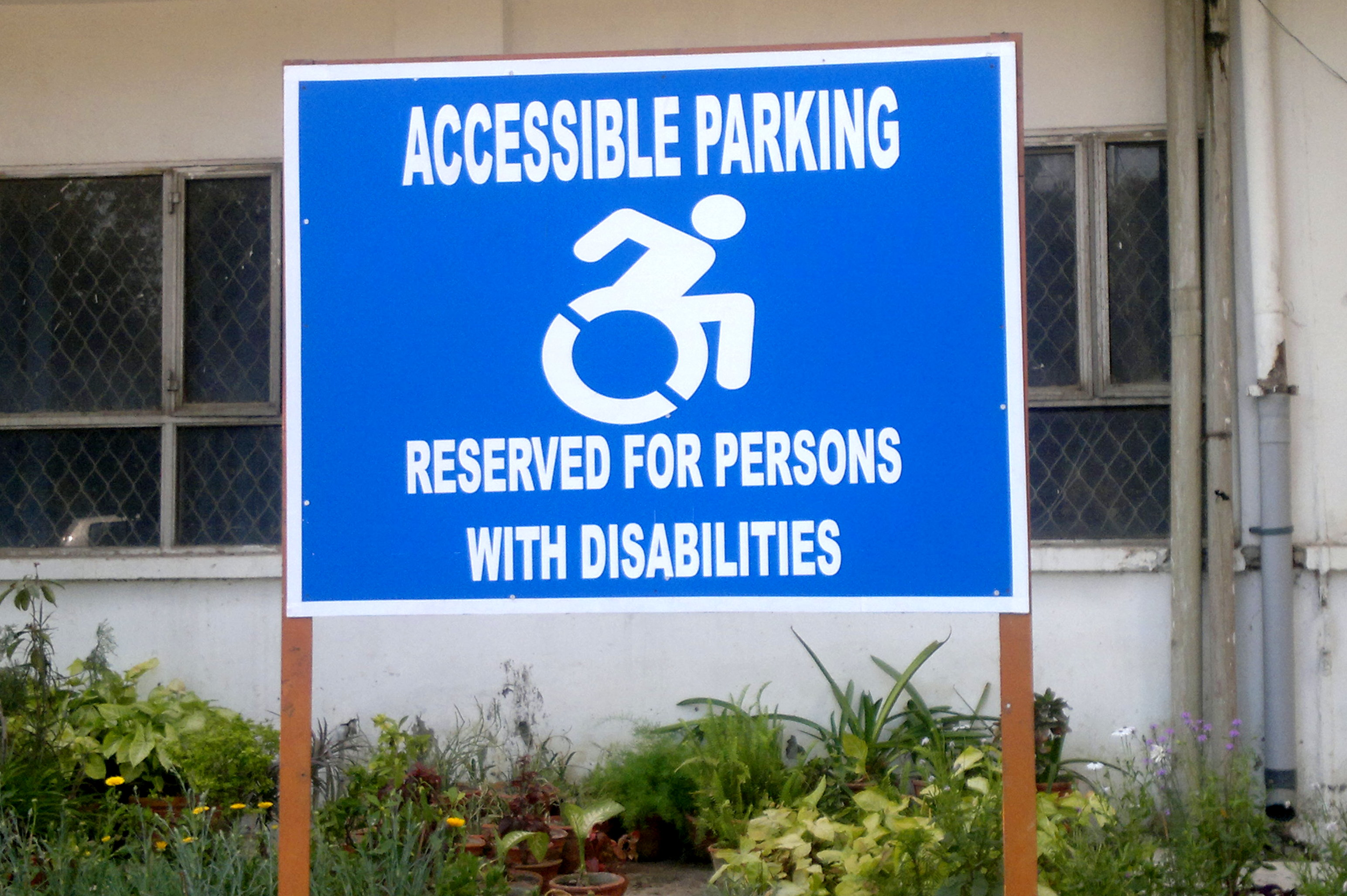
Cartello con versione modificata dell'ISA, installato a Delhi

Nel 2012 è stata proposta una variante del simbolo già adottata negli Stati Uniti d'America ed in altre parti del mondo. Un cartello di parcheggio recante il nuovo simbolo è presente al MoMA.
Una variante del simbolo è stata adottata nel 2019 dalla Federazione Internazionale dell'Automobile per indicare la presenza di un pilota diversamente abile a bordo di veicoli da corsa.